# Ahuastra
Genre
Ahuastra est un genre d'étoiles de mer de la famille des Goniasteridae.

## Liste des espèces
Selon World Register of Marine Species (29 mai 2025) :
- Ahuastra gfoei (Mah, 2022)
- Ahuastra kupanaha Mah, 2024

## Systématique
Le nom valide complet (avec auteur) de ce taxon est Ahuastra Mah (d), 2024,.

### Publication originale
- (en) Christopher L. Mah, « New genera and species of deep-sea Goniasteridae (Asteroidea) from the North Pacific », Zootaxa, Auckland, vol. 5543, no 4,‎ 5 décembre 2024, p. 451-500 (ISSN 1175-5326, e-ISSN 1175-5334, DOI 10.11646/zootaxa.5543.4.1, lire en ligne, consulté le 29 mai 2025).